# In the Wake of Poseidon
In the Wake of Poseidon (на български По стъпките на Посейдон) е албум на британската прогресив рок група Кинг Кримсън издаден през 1970. По времето когато албумът е издаден, групата вече е претърпяла първите си персонални промени. Това обаче не се отрязва на изградения стил и в много аспекти In the Wake of Poseidon е продължение на първия албум In the Court of the Crimson King.
И тук е характерна честа смяна на настроенията вариращи от лежерност до пълен музикален хаос. Албумът започва с чисто вокалното парче Peace – A Beginning, мелодията от което се повтаря инструментално в средата и в края на албума. Най-дългото парче е безредния инструментал The Devil’s Triangle, който е изграден върху мотиви от произведението на Густав Холст (Gustav Holst) „Марс: Водачът на войната“ от сюитата му Планетите. Кинг Кримсън имали намерение да кръстят композицията Марс и с това име я изпълняват нееднократно по време на турнето си през 1969, но получават забрана от наследниците на композитора. През 1971 откъси от The Devil’s Triangle озвучават телевизионния сериал на ББС Doctor Who.

## Композиции
1. Peace – A Beginning (Фрип/Синфийлд) 0:49
2. Pictures of a City (Фрип/Синфийлд) – 8:03, включва и:
  - 42nd at treadmill
3. Cadence and Cascade (Фрип/Синфийлд) – 4:27
4. In the Wake of Poseidon (Фрип/Синфийлд) – 7:56, включва и:
  - Libra's Theme
5. Peace – A Theme (Фрип) 1:15
6. Cat Food (Фрип/Синфийлд/Макдоналд) – 4:54
7. The Devil's Triangle (Фрип/Макдоналд) – 11:39, включва и:
  - Merday Morn
  - Hand of Sceiron
  - Garden of Wurm
8. Peace – An End (Фрип/Синфийлд) 1:53

## Изпълнители
- Робърт Фрип (китари, мелотрон)
- Грег Лейк (вокали)
- Майкъл Джайлс (ударни)
- Питър Джайлс (бас китара)
- Кийт Типет (пиано)
- Мел Колинс (саксофони и флейти)
- Гордон Хаскел (вокали в 3)
- Питър Синфийлд (текстове)